# Alexis Place
Alexis Place est un ingénieur du son et un monteur son français.

## Filmographie (sélection)
- 2009 : Arthur et la Vengeance de Maltazard de Luc Besson
- 2013 : Fonzy d'Isabelle Doval
- 2013 : Grand Central de Rebecca Zlotowski
- 2013 : Rock the Casbah de Laïla Marrakchi
- 2014 : Respire de Mélanie Laurent
- 2015 : Demain de Cyril Dion et Mélanie Laurent
- 2016 : Planetarium de Rebecca Zlotowski
- 2016 : Elle de Paul Verhoeven
- 2017 : Plonger de Mélanie Laurent
- 2017 : Gauguin : Voyage de Tahiti d'Édouard Deluc
- 2017 : HHhH de Cédric Jimenez
- 2020 : Petit Vampire de Joann Sfar
- 2024 : Le Deuxième Acte de Quentin Dupieux

## Distinctions

### Nominations
- César 2017 : César du meilleur son pour Elle